# Trachurus novaezelandiae
Trachurus novaezelandiae es una especie de peces de la familia Carangidae en el orden de los Perciformes.

## Morfología
• Los machos pueden llegar alcanzar los 50 cm de longitud total.

## Distribución geográfica
Se encuentra en Australia y Nueva Zelanda.